# Can Arat
Can Arat (* 21. Januar 1984 in Kadıköy) ist ein türkischer Fußballspieler.

## Karriere

### Verein
Er begann seine Karriere bei Fenerbahçe Istanbul und wurde im Sommer 2003 in die erste Mannschaft aufgenommen. Nach einer Saison bei Fenerbahçe, in der er nur auf der Bank saß, wurde er für die Saison 2004/05 zu Sivasspor ausgeliehen und kehrte ein Jahr später zurück zur Fenerbahçe und kam ab und zu zum Einsatz. In der Saison 2006/07 gab ihm Trainer Zico Can in den ersten vier Partien einen Stammplatz.
Im Sommer 2009 wechselte Can Arat zu Istanbul Büyükşehir Belediyespor. Nach fünfeinhalb Jahren löste er in der Wintertransferperiode 2014/15 seinen Vertrag mit dem in der Zwischenzeit in Istanbul Başakşehir umbenannten Verein auf und wechselte zum Zweitligisten Antalyaspor.

### Nationalmannschaft
Can Arat hat neun A-Länderspiele für die Türkei absolviert. Darüber hinaus spielte er für diverse türkische Jugendnationalmannschaften.

## Erfolge
Mit Sivasspor
- Meister der TFF 1. Lig und Aufstieg in die Süper Lig: 2004/05

Fenerbahçe Istanbul
- Türkischer Meister: 2006/07
- Türkischer Supercup-Sieger: 2006/07

Mit Istanbul BB
- Meister der TFF 1. Lig und Aufstieg in die Süper Lig: 2013/14

Mit Antalyaspor
- Play-off-Sieger der TFF 1. Lig und Aufstieg in die Süper Lig: 2014/15

Türkische Mittelmeer-Auswahl
- Mittelmeerspiele: Silber-Medaille 2005[2]